# Conseil exécutif du Bas-Canada
Pour les articles homonymes, voir Exécutif.
Le Conseil exécutif du Bas-Canada est un corps politique créé par la Loi constitutionnelle de 1791. Les conseillers, nommés à la discrétion du Gouverneur, avisait le même sur l'administration des affaires publiques de la colonie britannique.

## Liste des membres
| Nom                                 | Portrait | Début             | Fin                                           | Autorité                                  |             |
| ----------------------------------- | -------- | ----------------- | --------------------------------------------- | ----------------------------------------- | ----------- |
| François Baby                       |          | 16 septembre 1791 | 6 octobre 1820                                | Guy Carleton, 1er baron Dorchester        |             |
| Adam Lymburner                      |          | 16 septembre 1791 | 1799?                                         | Guy Carleton, 1er baron Dorchester        |             |
| William Smith                       |          | 16 septembre 1791 | 6 décembre 1793                               | Guy Carleton, 1er baron Dorchester        |             |
| Paul-Roch de Saint-Ours             |          | 16 septembre 1791 |                                               | Guy Carleton, 1er baron Dorchester        |             |
| Hugh Finlay                         |          | 16 septembre 1791 |                                               | Guy Carleton, 1er baron Dorchester        |             |
| Thomas Dunn                         |          | 16 septembre 1791 |                                               | Guy Carleton, 1er baron Dorchester        |             |
| Joseph de Longueuil                 |          | 16 septembre 1791 |                                               | Guy Carleton, 1er baron Dorchester        |             |
| Adam Mabane                         |          | 16 septembre 1791 | 3 janvier 1792                                | Guy Carleton, 1er baron Dorchester        |             |
| Pierre Panet                        |          | 16 septembre 1791 |                                               | Guy Carleton, 1er baron Dorchester        |             |
| James McGill                        |          | 22 novembre 1793  | 19 décembre 1813                              | Guy Carleton, 1er baron Dorchester        |             |
| William Osgoode                     |          | 19 septembre 1794 | ?                                             | Guy Carleton, 1er baron Dorchester        |             |
| James Monk                          |          | 29 novembre 1794  | Juin 1820                                     | Guy Carleton, 1er baron Dorchester        |             |
| John Lees                           |          | 29 décembre 1794  | 4 mars 1807                                   | Guy Carleton, 1er baron Dorchester        |             |
| Antoine-Louis Juchereau Duchesnay   |          | 29 décembre 1794  | 15 décembre 1806                              | Guy Carleton, 1er baron Dorchester        |             |
| John Young                          |          | 29 décembre 1794  | 14 septembre 1819                             | Guy Carleton, 1er baron Dorchester        |             |
| Révérend Jacob Mountain             |          | 19 novembre 1795  | 16 juin 1825                                  | Guy Carleton, 1er baron Dorchester        |             |
| Jenkin Williams                     |          | 25 mai 1801       | 30 octobre 1819                               | Robert Shore Milnes                       |             |
| John Craigie                        |          | 25 mai 1801       | 26 novembre 1813                              | Robert Shore Milnes                       |             |
| Pierre-Louis Panet                  |          | 25 mai 1801       | 2 décembre 1812                               | Robert Shore Milnes                       |             |
| John Elmsley                        |          | 29 octobre 1802   | 29 avril 1805                                 | Robert Shore Milnes                       |             |
| S. Richardson                       |          | 25 novembre 1805  |                                               | Thomas Dunn                               | Thomas Dunn |
| Juge Henry Allcock                  |          | 12 août 1806      |                                               |                                           |             |
| Jonathan Sewell                     |          | 8 septembre 1808  | 27 mars 1838                                  | James Henry Craig                         |             |
| James Irvine (en)                   |          | 22 août 1809      | 1822                                          | James Henry Craig                         |             |
| James Kerr                          |          | 26 juin 1812      | 20 novembre 1831                              | George Prevost                            |             |
| Ross Cuthbert                       |          | 26 juin 1812      | 1824, ou 1838 ou 1841, selon les sources      | George Prevost                            |             |
| M. H. Perceval                      |          | 26 juin 1812      | 12 octobre 1829                               | George Prevost                            |             |
| John Mure                           |          | 26 juin 1812      | 17 janvier 1823                               | George Prevost                            |             |
| Olivier Perrault                    |          | 26 juin 1812      | 19 mars 1827                                  | George Prevost                            |             |
| William Bacheler Coltman            |          | 5 juillet 1815    | 1825?                                         | George Prevost                            |             |
| John Hale                           |          | 28 décembre 1820  | 24 décembre 1838                              | George Ramsay, 9e comte de Dalhousie      |             |
| Louis-Joseph Papineau               |          | 28 décembre 1820  | 25 janvier 1823                               | George Ramsay, 9e comte de Dalhousie      |             |
| John Ready                          |          | 28 décembre 1820  | 29 janvier 1822                               | George Ramsay, 9e comte de Dalhousie      |             |
| Charles J. Stewart                  |          | 22 novembre 1826  | 13 juillet 1837                               | George Ramsay, 9e comte de Dalhousie      |             |
| Charles-Étienne Chaussegros de Léry |          | 4 janvier 1826    | 22 octobre 1835 ou en 1837, selon les sources | George Ramsay, 9e comte de Dalhousie      |             |
| John Stewart                        |          | 4 janvier 1826    | 10 février 1841                               | George Ramsay, 9e comte de Dalhousie      |             |
| Andrew William Cochran              |          | 15 mai 1827       | ?                                             | George Ramsay, 9e comte de Dalhousie      |             |
| Philippe Panet                      |          | 26 mai 1831       | 2 novembre 1838 ou 10 février 1841            | Matthew Whitworth-Aylmer, 5e baron Aylmer |             |
| Dominique Mondelet                  |          | 16 novembre 1832  | 10 février 1841                               | Matthew Whitworth-Aylmer, 5e baron Aylmer |             |
| Hughes Heney                        |          | 28 janvier 1833   | 10 février 1841                               | Matthew Whitworth-Aylmer, 5e baron Aylmer |             |
| Dominique Daly                      |          | 2 juin 1838       | 10 février 1841                               | John George Lambton, 1er comte de Durham  |             |
| Randolph Isham Routh                |          | 2 juin 1838       | 10 février 1841                               | John George Lambton, 1er comte de Durham  |             |
| Charles Buller                      |          | 2 juin 1838       | 10 février 1841                               | John George Lambton, 1er comte de Durham  |             |
| Thomas Edward Michell Turton        |          | 2 juin 1838       | 10 février 1841                               | John George Lambton, 1er comte de Durham  |             |
| George Poupore                      |          | 2 juin 1838       | 10 février 1841                               | John George Lambton, 1er comte de Durham  |             |
| Jonathan Sewell                     |          | 28 juin 1838      | 10 février 1841                               | John George Lambton, 1er comte de Durham  |             |
| James Reid                          |          | 28 juin 1838      | 10 février 1841                               | John George Lambton, 1er comte de Durham  |             |
| Philippe Panet                      |          | 28 juin 1838      | 10 février 1841                               | John George Lambton, 1er comte de Durham  |             |
| Jean Roch Rolland                   |          | 28 juin 1838      | 10 février 1841                               | John George Lambton, 1er comte de Durham  |             |
| Joseph-Rémi Vallières de Saint-Réal |          | 28 juin 1838      | 10 février 1841                               | John George Lambton, 1er comte de Durham  |             |
| Arthur Buller                       |          | 28 juin 1838      | 10 février 1841                               | John George Lambton, 1er comte de Durham  |             |
| George Moffat                       |          | novembre 1838     | 10 février 1841                               | John Colborne                             |             |
| Peter McGill                        |          | novembre 1838     | 10 février 1841                               | John Colborne                             |             |
| Toussaint Pothier                   |          | novembre 1838     | 10 février 1841                               | John Colborne                             |             |
| Pierre de Rastel de Rocheblave      |          | novembre 1838     | 10 février 1841                               | John Colborne                             |             |